# Божур
Божур (лат. Paeonia) је род вишегодишњих биљака из истоимене породице (Paeoniaceae). То је зељаста или полудрвенаста биљка са подземним кртоласто задебљалим стаблом, са двојно, тројно или вишеструко дељеним, наизменично распоређеним листовима. Цвет је крупан, појединачан, полусиметричан, црвено-розе боје. Плод је у облику мешка са већим бројем крупног семена. Цвета на пролеће од марта до маја.
Разне врсте божура расту дивље и гаје се као наше омиљено народно цвеће. Некад у школској, а данас само у народној медицини употребљава се цвет, ређе кртола и семе (Paeoniae flos, tuber et semen), за лечење падавице, великог кашља, за умиривање узбуђеног нервног система, за лечење хемороида и др. Биљка је отровна и није довољно испитана ни хемијски ни клинички. У народу се још понегде употребљава божур као лек. Нису ретки случајеви тровања, јер нестручњаци не знају ни дозу ни начин употребе божура. У корену има танина, етарског уља, масти, шећера, неких алкалоида и других непознатих састојака. Хомеопатска медицина употребљава свеж корен.
У цвету има танина и пеонидина (једна гликозидна антоцијанска боја). Он се употребљавао некад против епилепсије, а данас још понегде против грчевитог кашља и као састојак чаја за димљење и кађење астматичара.
У семену има масног уља, шећера, танина, смоле и боје. И оно се некад употребљавало против епилепсије. Изазива повраћање. Код нас га употребљавају жене за уређивање менструације, и тако најлакше долази до тровања.
Не препоручује се употреба божура за лечење.
У Србији постоји пет врста заштићеног дивљег божура:
- обични божур (лат. Paeonia officinalis) на Тари, Голини (код Зајечара)
- банатски [] (лат. Paeonia banatica) са стаништем у Делиблатској пешчари
- степски, усколисни или танколисни божур
- мушки божур
- косовски божур (лат. Paeonia peregrina) најраспрострањенији, са стаништем у источној Србији

## Народна имена
Народна имена за Paeonia officinalis: арапче, божурак, божурић, брозгва, деветак, духовска ружа, женски божур, краљев цвијет, курјак, мачур, прстеник, тројачке роже, тројашка рожица, туркарица.
За Paeonia corallina: божур, мосур, мушки божур, планински божур, трава од три рошчића, црљени божур.
За Paeonia peregrina: бажур, божур, брозгва, косовски божур.

## Врсте
- Зељасте врсте (око 30 врста):[4]
  -  (синоним )
- Дрвенасте врсте (око 8 врста)
  -  (синоним )
  -  (синоним )